# Bhairon Singh Shekhawat

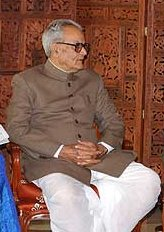
Bhairon Singh Shekhawat

Bhairon Singh Shekhawat (* 23. Oktober 1923 in Sikar; † 15. Mai 2010 in Jaipur) war ein indischer Politiker (BJP). Er war der 11. Vizepräsident von Indien vom 19. August 2002 bis 21. Juli 2007 unter Präsident A. P. J. Abdul Kalam.
Shekhawat war ein Mitglied der Bharatiya Janata Party, der führenden Mitgliedspartei der National Democratic Alliance (NDA). Bei der Präsidentschaftswahl am 19. Juli 2007 kandidierte er als NDA-Kandidat. Er unterlag jedoch seiner Gegenkandidatin Pratibha Patil.
Er war Chief Minister von Rajasthan von 1977 bis 1980, 1990 bis 1992 und 1993 bis 1998.